# Heiligdom van Jesús de Nazareno de Atotonilco
Het Heiligdom van Jesús de Nazareno de Atotonilco ligt nabij de beschermde stad San Miguel de Allende, in Mexico. De stad is gesticht in 1542 en vormt een mengeling van Spaanse en Meso-Amerikaanse invloeden.
Het heiligdom stamt uit de 18de eeuw en wordt beschouwd als een voorbeeld van barokke architectuur in Nieuw-Spanje. Het bestaat uit een grote kerk en verscheidene kleinere kapellen. De bouwwerken zijn versierd met olieverfschilderijen van Rodriguez Juárez en muurschilderingen van Miguel Antonio Martínez de Pocasangre.
In 2008 (32e sessie van de Commissie voor het Werelderfgoed) werd het heiligdom, samen met de beschermde stad San Miguel de Allende, uitgeroepen tot werelderfgoed.
Agavelandschap en oude industriële faciliteiten van Tequila · Hydraulisch systeem van het aquaduct van Padre Tembleque · Oude Mayastad en beschermde tropische regenwouden van Calakmul, Campeche · Historische versterkte stad Campeche · Precolumbiaanse stad Chichén Itzá · Centrale Universiteitsstadscampus van de Nationale Autonome Universiteit van Mexico · Biosfeerreservaat El Pinacate y Gran Desierto de Altar · El Camino Real de Tierra Adentro · Precolumbiaanse stad El Tajín · Franciscaanse missieposten in de Sierra Gorda van Queretaro  · Historische stad Guanajuato en aangrenzende mijnen · Hospicio Cabañas, Guadalajara · Eilanden en beschermde gebieden in de Golf van Californië · Luis Barragánhuis en -studio · Historisch Centrum van Mexico-Stad en Xochimilco · Vroeg-16e-eeuwse kloosters op de hellingen van de Popocatépetl · Historisch centrum van Morelia · Historisch centrum van Oaxaca en Monte Albán · Precolumbiaanse stad en nationaal park Palenque · Archeologische zone van Paquimé, Casas Grandes · Historisch centrum van Puebla · Historische monumentenzone van Querétaro · Revillagigedo-archipel · Biosfeerreservaat van de monarchvlinder · Rotstekeningen van de Sierra de San Francisco · Beschermde stad San Miguel en het Heiligdom van Jesús de Nazareno de Atotonilco · Sian Ka'an · Precolumbiaanse stad Teotihuacan · Historische monumentenzone van Tlacotalpan · Precolumbiaanse stad Uxmal · Walvisreservaat van El Vizcaíno · Archeologische monumentenzone van Xochicalco · Historisch centrum van Zacatecas · Tehuacán-Cuicatlánvallei: oorspronkelijke habitat van Mesoamerika